# Trechalea amazonica
Trechalea amazonica är en spindelart som beskrevs av F. O. Pickard-Cambridge 1903. Trechalea amazonica ingår i släktet Trechalea och familjen Trechaleidae. Inga underarter finns listade i Catalogue of Life.